# Summer (album George’a Winstona)
Summer – szósty album pianisty George’a Winstona.

## Lista utworów
| #  | Tytuł                             | Długość | Muzyka            |
| -- | --------------------------------- | ------- | ----------------- |
| 1  | Living in the Country             | 3:45    | Pete Seeger       |
| 2  | Loreta Desireé's Bouquet (Part 1) | 4:04    | George Winston    |
| 3  | Loreta Desireé's Bouquet (Part 2) | 3:29    | George Winston    |
| 4  | Fragrant Fields                   | 4:02    | Art Lande         |
| 5  | The Garden                        | 3:03    | Dominic Frontiere |
| 6  | Spring Creek                      | 4:03    | Philip Aaberg     |
| 7  | Lullaby                           | 3:25    | Steve Ferguson    |
| 8  | Black Stallion                    | 3:39    | Carmine Coppola   |
| 9  | Hummingbird                       | 5:06    | George Winston    |
| 10 | Early Morning Range               | 3:59    | George Winston    |
| 11 | Living Without You                | 5:58    | Randy Newman      |
| 12 | Goodbye Montana (Part 1)          | 2:15    | George Winston    |
| 13 | Corrina, Corrina                  | 4:21    | George Winston    |
| 14 | Goodbye Montana (Part 2)          | 3:11    | George Winston    |
| 15 | Where Are You Now                 | 3:20    | George Winston    |